# Samsung Galaxy Tab A 8.0
La Samsung Galaxy Tab A 8.0 es una tableta basada en Android producida y comercializada por Samsung Electronics. Pertenece a la línea “A” de gama media, que también incluye un modelo de 9,7 pulgadas. Se anunció en marzo de 2015 y posteriormente se lanzó el 1 de mayo de 2015. Está disponible en versiones solo Wi-Fi y Wi-Fi/4G.

## Historia
La Galaxy Tab A 8.0 se anunció junto con la Galaxy Tab A 9.7, más grande, en marzo de 2015.

## Galaxy Tab A 8.0 (2015)
La Galaxy Tab A 8.0 (SM-T350, SM-P350, SM-T355 y SM-P355) se lanzó con Android 5.0 Lollipop. Samsung personalizó la interfaz con su capa de personalización TouchWiz. Además del conjunto estándar de aplicaciones de Google, tiene aplicaciones de Samsung como S Planner Smart Stay, Multi-Window, Group Play, All Share Play, Samsung Magazine, paquete profesional, modo multiusuario, SideSync 3.0.
La Galaxy Tab A 8.0 está disponible en variantes solo WiFi y 4G/LTE y WiFi. El almacenamiento varía de 16 GB a 32 GB según el modelo, con una ranura para tarjeta microSDXC para expansión hasta 128 GB. Tiene una pantalla TFT LCD de 8,0 pulgadas con una resolución de 1024x768 píxeles y una densidad de píxeles de 160 ppi. También cuenta con una cámara frontal de 2 MP sin flash y una cámara trasera AF de 5.0 MP sin flash.

## Galaxy Tab A 8.0 (2017)
En octubre de 2017, se anunció la versión 2017 de la Galaxy Tab A 8.0 (SM-T380, SM-T385), con Android 7.1 Nougat (actualizable a Android 8.1.0 Oreo y Android 9 Pie) y el chipset Qualcomm Snapdragon 425, disponible el 1 de noviembre de 2017.

## Galaxy Tab A 8.0 (2018)
En agosto de 2018, se anunció la versión 2018 de Galaxy Tab A 8.0 (SM-T387), con Android 8.1 Oreo (actualizable a Android 9 Pie y Android 10) y el chipset Qualcomm Snapdragon 425, y estuvo disponible el 7 de septiembre de 2018. El conjunto de chips Qualcomm Snapdragon 425 se transfiere del modelo 2017.

## Galaxy Tab A 8.0 (2019)
La versión 2019 del Galaxy Tab A con S-Pen (SM-P200, solo WiFi; y SM-P205, WiFi y 4G/LTE) se anunció en marzo de 2019 y se lanzó un mes después, en abril, después de 4 años. de la Tab A original con S Pen de 2015. Cuenta con Android 9 Pie (actualizable a Android 11), procesador Samsung Exynos 7904 y el mismo S Pen del Samsung Galaxy Note 8. 2 meses después, en julio, se anunció la versión 2019 de la Galaxy Tab A 8.0 (SM-T290, SM-T295, SM-T297), con Android 9 Pie (actualizable a Android 10 y Android 11) y el chipset Qualcomm Snapdragon 429, disponible el 5 de julio de 2019.

## Galaxy Tab A 8.0 (2019) y Tab A Kids (2019)
En octubre de 2019, se anunció la versión 2019 de Galaxy Tab A 8.0 y Tab A Kids, con Android 9 Pie y el chipset Qualcomm Snapdragon 429, y estuvo disponible el 5 de octubre de 2019. Es igual que el original, pero en Wi-Fi solo. La versión para niños es esencialmente la misma tableta pero con una funda parachoques para protección.